# Emile Louis Foubert
Émile-Louis Foubert (* 11 de setembro de 1848 em Paris; † 1911 ebenda) foi um pintor francês de pintura histórica e nu artístico.
Foubert foi aluno dos estúdios parisienses de Léon Bonnat, Charles Busson e Henri Léopold Lévy .

## Literatura
- Foubert, Émile Louis. In: Ulrich Thieme (Hrsg.): Allgemeines Lexikon der Bildenden Künstler von der Antike bis zur Gegenwart. Begründet von Ulrich Thieme und Felix Becker. Band 12: Fiori–Fyt. E. A. Seemann, Leipzig 1916, S. 244 (Textarchiv – Internet Archive).